# Троцюк, Валентин Сергеевич
Валентин Сергеевич Троцюк (укр. Валентин Сергійович Троцюк; 20 января 1955, УССР, СССР — 2008, Киев, Украина) — советский и украинский актёр театра и кино.

## Биография
Родился 20 января 1955 года.
Работал актёром в Киевском академическом украинском драматическом театре им. Ивана Франко, в котором проработал 9 лет. Также снимался в фильмах и телевизионных постановках. Валентин Троцюк запомнился главным образом по ролям в телеспектаклях 1980—1990-х годов (в частности играл Евдокию Зубиху в «Конотопской ведьме»), а также работами в кино («Каменная душа», «Фучжоу»). В последние годы не занимался профессиональной деятельностью и вёл замкнутый образ жизни.
Умер в Киеве на 53-м году жизни от осложнений, связанных со злоупотреблением алкоголем. Похоронен на средства, которые выделил театр им. Ивана Франко.

## Фильмография

### Актёрские работы
| Год  |   | Русское название                         | Оригинальное название                 | Роль               |
| ---- | - | ---------------------------------------- | ------------------------------------- | ------------------ |
| 1985 | ф | Накануне                                 | Напередодні                           |                    |
| 1987 | ф | Конотопская ведьма                       | Конотопська відьма                    |                    |
| 1987 | ф | Любовь всё побеждает                     | Кохання все перемагає                 |                    |
| 1988 | ф | Утреннее шоссе                           | Ранкове шосе                          | Виталий            |
| 1988 | ф | Любовь к ближнему                        | Любов до ближнього                    | священник          |
| 1988 | ф | Каменная душа                            | Камінна душа                          | Бидочук            |
| 1989 | ф | Распад                                   | Розпад                                | эпизодическая роль |
| 1989 | ф | За пределами боли                        | Поза межами болю                      |                    |
| 1990 | ф | Буйная                                   | Буйна                                 | искусствовед       |
| 1990 | ф | Дальше полёта стрелы                     | Далі польоту стріли                   |                    |
| 1990 | ф | Чёрная пантера и Белый медведь           | Чорна пантера та Білий ведмідь        | Мигуэлес           |
| 1991 | ф | Чудо в краю забвения                     | Чудо в краю забуття                   | главная роль       |
| 1991 | ф | Нам колокола не играли, когда мы умирали | Нам дзвони не грали, коли ми помирали |                    |
| 1991 | ф | Кому вверх, кому вниз                    | Кому вгору, кому вниз                 |                    |
| 1992 | ф | Зверь, выходящий из моря                 | Звір, що виходить із моря             |                    |
| 1992 | ф | Господи, прости нас, грешных             | Господи, вибач нас, грішних           |                    |
| 1993 | ф | Фучжоу                                   | Фучжоу                                | Ботичелли          |
| 1993 | с | Преступление со многими неизвестными     | Злочин з багатьма невідомими          | Юзеф Гадина        |
| 1993 | ф | Лунная кукушечка                         | Місяцева зозулька                     |                    |
| 1993 | ф | Шанс                                     | Шанс                                  | Лёша               |
| 1994 | ф | Амур и Демон                             | Амур і Демон                          |                    |
| 1998 | ф | Седьмой маршрут                          | Сьомий маршрут                        |                    |